# Seebrücke Graal-Müritz

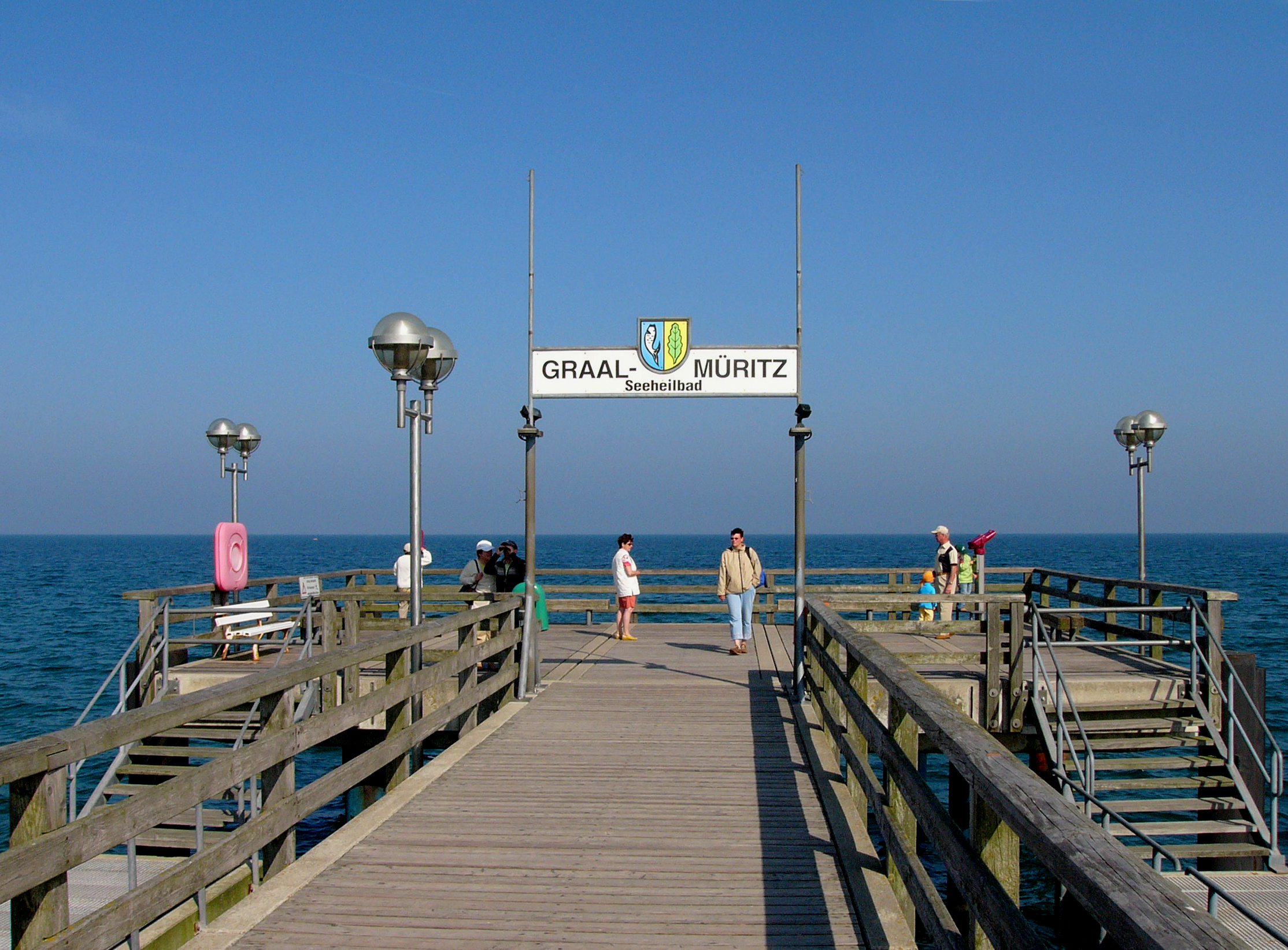
Seebrücke in Graal-Müritz, 2007

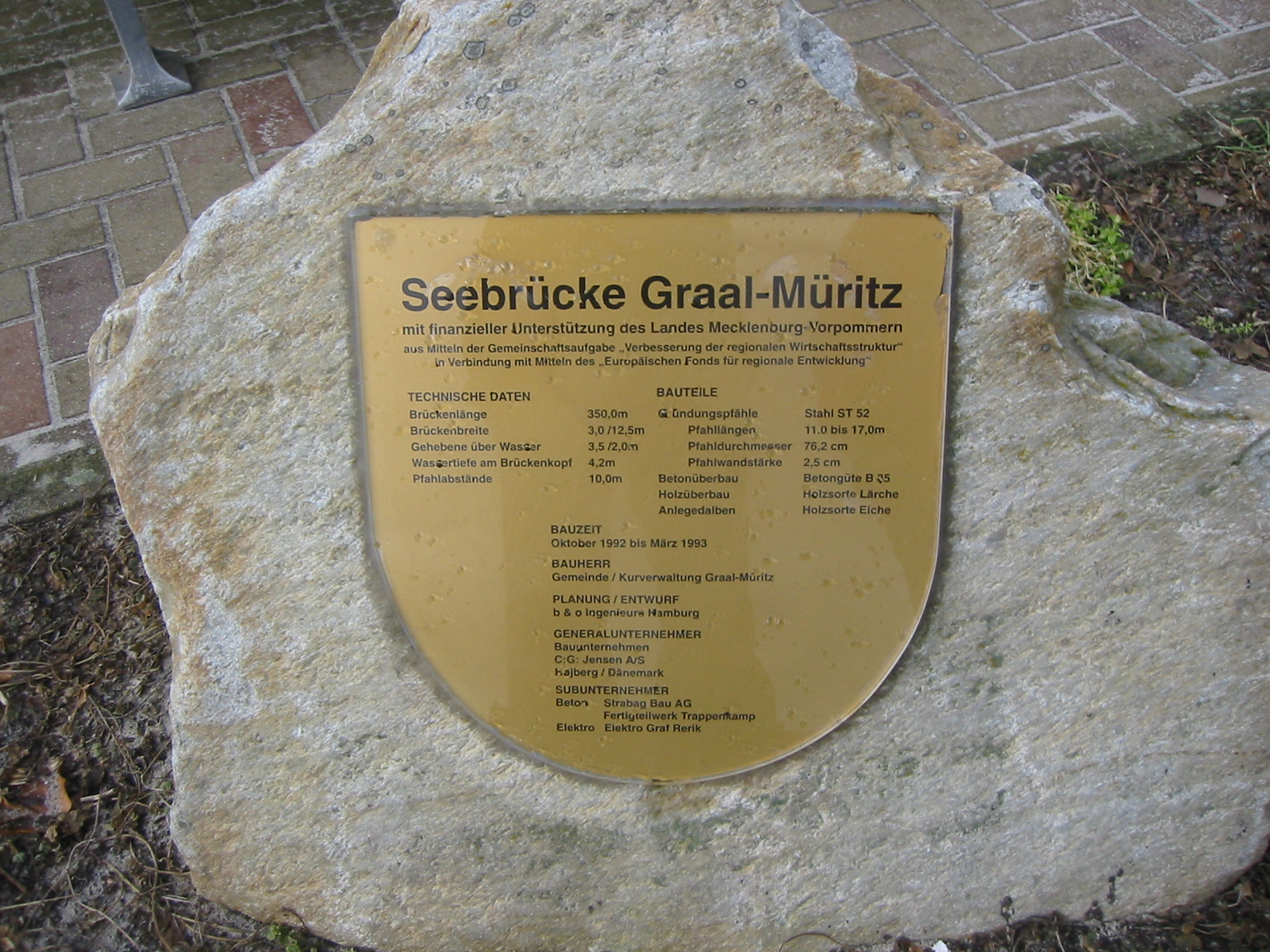
Tafel am Fuße der Seebrücke

Die Seebrücke Graal-Müritz ist eine aus Holz gebaute Seebrücke, die vom Strand des Ostseeheilbades Graal-Müritz in die Ostsee hineinragt.

## Geschichte
Die ersten Seestege wurden in den bis 1938 getrennten Gemeinden bereits in den 1860er Jahren mit dem stetigen Aufschwung  des Badebetriebes errichtet.
So errichtete der Besitzer des ersten Hotels („Anastasia“) am Ort in Müritz bereits 1882 eine Landungsbrücke, um seinen Gästen Dampferverbindungen nach Warnemünde anzubieten. Ein Jahr später wurde die Brücke im November 1883 durch eine Sturmflut zerstört, wie auch die daraufhin erneuerte Brücke. Sie wurde im Winter 1890/1891 so stark beschädigt, dass auch sie abgerissen werden musste. In der Nähe des Stromgrabens wurde 1905 eine 320 Meter lange Seelandungsbrücke von einem Privatmann finanziert. Fünf Jahre später errichtete der Baumeister Thiel, der auch für den Wasserturm der Gemeinde verantwortlich zeichnete, eine weitere, 225 Meter lange Brücke. Beide wurden in einer Silvester-Sturmflut 1913 zerstört. Die neuerlichen Aufbauten hielten bis 1940/1941, als schwerer Seegang und starke Eisbildung wiederum starke Beschädigungen an den Brücken hervorrief, die zum Abriss führten. 

## Neubau
Erst im Oktober 1992 wurde ein Neubau der Seebrücke begonnen, Die Seebrücke ist 350 Meter lang und 3 Meter breit. Am Brückenkopf ist sie 12,5 Meter breit. Die Gründungspfähle bestehen aus 2,5 cm dickem Stahl ST 52 mit einer Länge zwischen 11 und 17 Metern und haben einen Durchmesser von 76,2 cm. Der Holzüberbau besteht aus Lärchenholz, die Anlegedalben aus Eichenholz.
Die Brücke wurde von Oktober 1992 bis März 1993 mit Mitteln aus der Gemeinschaftsaufgabe „Verbesserung der regionalen Wirtschaftsstruktur“ sowie mit Mitteln des Europäischen Fonds für regionale Entwicklung von der Gemeinde und Kurverwaltung Graal-Müritz nach einem Entwurf von b & o Ingenieure aus Hamburg errichtet. 
Im März 1993 erfolgte die Einweihung.
Die Seebrücke ist das Wahrzeichen von Graal-Müritz. Zahlreiche Feste finden in ihrem Umfeld statt, so z. B. ein jährliches Osterfeuer und ein Drachenfest. Jeden Freitag ist die Seebrücke Startpunkt für eine Fackelwanderung.
Die Seebrücke verfügt über mehrere Anlegeplätze, die z. B. durch das Ausflugsschiff MS Baltica und die Strandwacht genutzt werden.